# 汤顿 (马萨诸塞州)
汤顿（英語：Taunton）位于美国马萨诸塞州东南部，是布里斯托尔县的县治所在，面积124.2平方公里。根据2000年美国人口普查，共有55,976人，其中白人占91.67%、非裔美国人占2.74%。